# Pierre à Mousseau
La Pierre à Mousseau, appelée aussi Grosse Borne (Pierre, Cailloux) ou Pierre de Montceau, est un menhir situé à Vigneux-sur-Seine dans le département français de l'Essonne. À peu de distance, il existait une sépulture en fosse désormais détruite.

## Protection
Le menhir fait l’objet d’un classement au titre des monuments historiques depuis 1889.

## Menhir
Le menhir est un bloc de grès de forme presque rectangulaire. Il mesure 2,40 m de hauteur pour 1,40 m de largeur et 0,70 m d'épaisseur en moyenne. Sa présence gênant l'exploitation d'une sablière, il fut abattu vers 1911-1912 puis redressé après remblaiement de celle-ci en fin d'activité.
Le menhir est signalé dès le XVIIIe siècle. Il est mentionné dans plusieurs actes de l'abbaye de Saint-Germain-l'Auxerrois sous diverses dénominations : Pierre de Monceau(x), Grosse Pierre, Gros Caillou, Brosse Bourne, Bourne.
Le nom de « Mousseau » ou « Montceau » correspond vraisemblablement à l'existence ancienne d'un tumulus à proximité.

## Sépulture en fosse
Elle fut découverte en 1875 lors de l'exploitation de la sablière. Le propriétaire du terrain Jean-Baptiste Piketty fouilla le site. Elle se présentait comme une fosse ovale (7 m de longueur sur 3 m de largeur), profonde de 2 m, entourée d'un muret en pierres sèches. Elle ne comportait pas de couverture. Selon les auteurs, la description de l'intérieur de la tombe est variable : selon certains, le sol était dallé de pierres plates en calcaire (Ph. Salmon) et la fosse contenait les dépouilles d'une quarantaine d'individus gisant en désordre (J-B Piketty), pour d'autres, le sol était recouvert  de blocs en meulière (Adrien de Mortillet) et les corps étaient alignés sur deux rangs (F. Martin).
Le matériel archéologique recueilli, principalement par Piketty en 1875, se compose :
| Silex                                                                                                 | Outils | Éléments de parure                                  | Céramique                                                                               |
| --- | --- | --------------------------------------------------- | --------------------------------------------------------------------------------------- |
| - 5 haches polies - 4 grandes lames - 4 retouchoirs - 4 grattoirs - plusieurs nucléus - scie - éclats | - hache polie en diorite - petite et grande molette en grès - broyeur - percuteur en meulière - poinçon en os | - 13 perles en coquillage - coquillages et fossiles | - fragments d'un vase en terre grise mal cuite - petit vase à anse - fragments nombreux |
| Source : Inventaire des mégalithes de France                                                          | |                                                     |                                                                                         |

Gérard Bailloud associe cette tombe à la Culture Seine-Oise-Marne.